# دمیترو سریویویچ اوسادسکی
دمیترو سریویویچ اوسادسکی (اوکراینی: Дмитро Сергійович Осадчий؛ زادهٔ ۵ اوت ۱۹۹۲) بازیکن فوتبال اهل اوکراین است.
از باشگاه‌هایی که در آن بازی کرده‌است می‌توان به باشگاه فوتبال اوورلا اوژهورود و باشگاه فوتبال دینامو کی‌یف اشاره کرد.
وی همچنین در تیم ملی فوتبال Ukraine-18 بازی کرده‌است.